# Saint-Denis–Pleyel
Saint-Denis–Pleyel – stacja końcowa czternastej linii i budowana stacja piętnastej, szesnastej i siedemnastej linii paryskiego metra położona w Saint-Denis. Stacja umożliwia zewnętrzną przesiadkę na przystanek Carrefour Pleyel trzynastej linii metra i stację Stade de France – Saint-Denis linii D RER. Otwarcie peronów linii fioletowej miało miejsce 24 czerwca 2024 roku. Otwarcie pozostałych części planowane jest na 2026 rok (linia różowa i limonkowa) oraz na 2030 rok (linia bordowa). Projekt architektoniczny wykonał Kengo Kuma.